# Hankai Tramway
 (septembre 2016).
Si vous disposez d'ouvrages ou d'articles de référence ou si vous connaissez des sites web de qualité traitant du thème abordé ici, merci de compléter l'article en donnant les références utiles à sa vérifiabilité et en les liant à la section « Notes et références ».
La Hankai Tramway Co., Ltd. (阪堺電気軌道株式会社, Hankai Denki Kidō Kabushiki Gaisha) est une compagnie de transport de passagers qui exploite un réseau de tramway composé de deux lignes totalisant 18,4 km de voies, dans les villes d'Osaka et de Sakai, au Japon. Son siège social se situe à Osaka dans l'arrondissement de Sumiyoshi. L'entreprise est détenue à 100% par la compagnie Nankai Electric Railway.

## Histoire
La compagnie est créée le 7 juillet 1980. Le 1er décembre de la même année, elle reprend l'exploitation de deux lignes de tramway qui étaient auparavant exploitées par la compagnie Nankai Electric Railway.
La numérotation des stations est introduite en mars 2012 dans les 40 stations que compte le réseau à ce moment-là. Depuis, plusieurs changements ont eu lieu :
- la station Minami Kasumichō (HN52) a été renommée Shin-Imamiya-Ekimae en décembre 2014[3]
- la station Ishizu-Kita (HN27) a ouvert en février 2015[4]
- la station Sumiyoshikōen (HN11) a fermé en janvier 2016, raccourcissant la ligne Uemachi de 0,2 km[5]
- la station Ebisuchō (HN51) a été déplacée d'environ 100 mètres vers le sud le 1er février 2020[6].

## Caractéristiques

### Réseau
Le réseau comporte deux lignes : la ligne Hankai et la ligne Uemachi. Elles se croisent à la station Sumiyoshi.

#### Ligne Hankai
La ligne Hankai relie Ebisucho à Hamadera eki-mae. Elle est longue de 14,0 km et comporte 31 stations.
| Numéro | Station             | Nom japonais | Distance (km) | Correspondances | Ville |
| ------ | ------------------- | ------------ | ------------- | --- | ----- |
| HN51   | Ebisuchō            | 恵美須町     | 0             | Osaka Metro : Sakaisuji | Osaka |
| HN52   | Shin-Imamiya-Ekimae | 新今宮駅前   | 0,5           | JR West : Yamatoji (à Shin-Imamiya), Ligne circulaire d'Osaka (à Shin-Imamiya) Nankai : ligne principale (à Shin-Imamiya), Kōya (à Shin-Imamiya) Osaka Metro : Midōsuji (à Dobutsuen-mae), Sakaisuji (à Dobutsuen-mae) | Osaka |
| HN53   | Imaike              | 今池         | 0,9           | Nankai : Kōya (à Hachinochaya) | Osaka |
| HN54   | Imafune             | 今船         | 1,2           | | Osaka |
| HN55   | Matsudachō          | 松田町       | 1,6           | | Osaka |
| HN56   | Kita-Tengachaya     | 北天下茶屋   | 1,9           | Nankai : ligne principale (à Tengachaya) Osaka Metro : Sakaisuji (à Tengachaya) | Osaka |
| HN57   | Shōtensaka          | 聖天坂       | 2,3           | | Osaka |
| HN58   | Tenjinnomori        | 天神ノ森     | 2,7           | Nankai : ligne principale (à Kishinosato-Tamabe), Kōya (à Kishinosato-Tamabe) | Osaka |
| HN59   | Higashi-Tamade      | 東玉出       | 3,1           | Nankai : ligne principale (à Kishinosato-Tamade), Kōya (à Kishinosato-Tamade) | Osaka |
| HN60   | Tsukanishi          | 塚西         | 3,5           | | Osaka |
| HN61   | Higashi-Kohama      | 東粉浜       | 4,1           | Nankai : ligne principale (à Kohama) | Osaka |
| HN10   | Sumiyoshi           | 住吉         | 4,5           | Hankai Tramway : Uemachi | Osaka |
| HN12   | Sumiyoshitoriimae   | 住吉鳥居前   | 4,7           | Nankai : ligne principale (à Sumiyoshitaisha) | Osaka |
| HN13   | Hosoigawa           | 細井川       | 5,0           | | Osaka |
| HN14   | Anryūmachi          | 安立町       | 5,5           | Nankai : ligne principale (à Suminoe) | Osaka |
| HN15   | Abikomichi          | 我孫子道     | 6,1           | | Osaka |
| HN16   | Yamatogawa          | 大和川       | 6,7           | | Sakai |
| HN17   | Takasujinsha        | 高須神社     | 7,2           | | Sakai |
| HN18   | Ayanochō            | 綾ノ町       | 7,6           | | Sakai |
| HN19   | Shinmeichō          | 神明町       | 8,0           | | Sakai |
| HN20   | Myōkokujimae        | 妙国寺前     | 8,3           | | Sakai |
| HN21   | Hanataguchi         | 花田口       | 8,6           | | Sakai |
| HN22   | Ōshoji              | 大小路       | 8,9           | | Sakai |
| HN23   | Shukuin             | 宿院         | 9,3           | | Sakai |
| HN24   | Terajichō           | 寺地町       | 9,7           | | Sakai |
| HN25   | Goryōmae            | 御陵前       | 10,1          | | Sakai |
| HN26   | Higashi-Minato      | 東湊         | 10,8          | | Sakai |
| HN27   | Ishizu-Kita         | 石津北       | 11,5          | | Sakai |
| HN28   | Ishizu              | 石津         | 12,1          | | Sakai |
| HN29   | Funao               | 船尾         | 12,8          | Nankai : ligne principale (à Suwanomori) | Sakai |
| HN31   | Hamadera-Ekimae     | 浜寺駅前     | 14,0          | Nankai : ligne principale (à Hamaderakoen) | Sakai |

#### Ligne Uemachi
La ligne Uemachi relie Tennōji-Ekimae à Sumiyoshi. Elle est longue de 4,4 km et comporte 10 stations.
| Numéro | Station            | Nom japonais | Distance (km) | Correspondances | Ville |
| ------ | ------------------ | ------------ | ------------- | --- | ----- |
| HN01   | Tennōji-Ekimae     | 天王寺駅前   | 0             | JR West : Yamatoji (à Tennoji), Ligne circulaire d'Osaka (à Tennoji) Kintetsu : Minami Osaka (à Osaka-Abenobashi) Osaka Metro : Midōsuji (à Tennoji), Tanimachi (à Tennoji) | Osaka |
| HN02   | Abeno              | 阿倍野       | 0,5           | Osaka Metro : Tanimachi | Osaka |
| HN03   | Matsumushi         | 松虫         | 1,2           | | Osaka |
| HN04   | Higashi-Tengachaya | 東天下茶屋   | 1,6           | | Osaka |
| HN05   | Kitabatake         | 北畠         | 2,3           | | Osaka |
| HN06   | Himematsu          | 姫松         | 2,7           | | Osaka |
| HN07   | Tezukayama-3chōme  | 帝塚山三丁目 | 3,1           | | Osaka |
| HN08   | Tezukayama-4chōme  | 帝塚山四丁目 | 3,4           | | Osaka |
| HN09   | Kaminoki           | 神ノ木       | 3,8           | Nankai : Kōya (à Sumiyoshihigashi) | Osaka |
| HN10   | Sumiyoshi          | 住吉         | 4,4           | Hankai Tramway : Hankai | Osaka |

## Matériel roulant

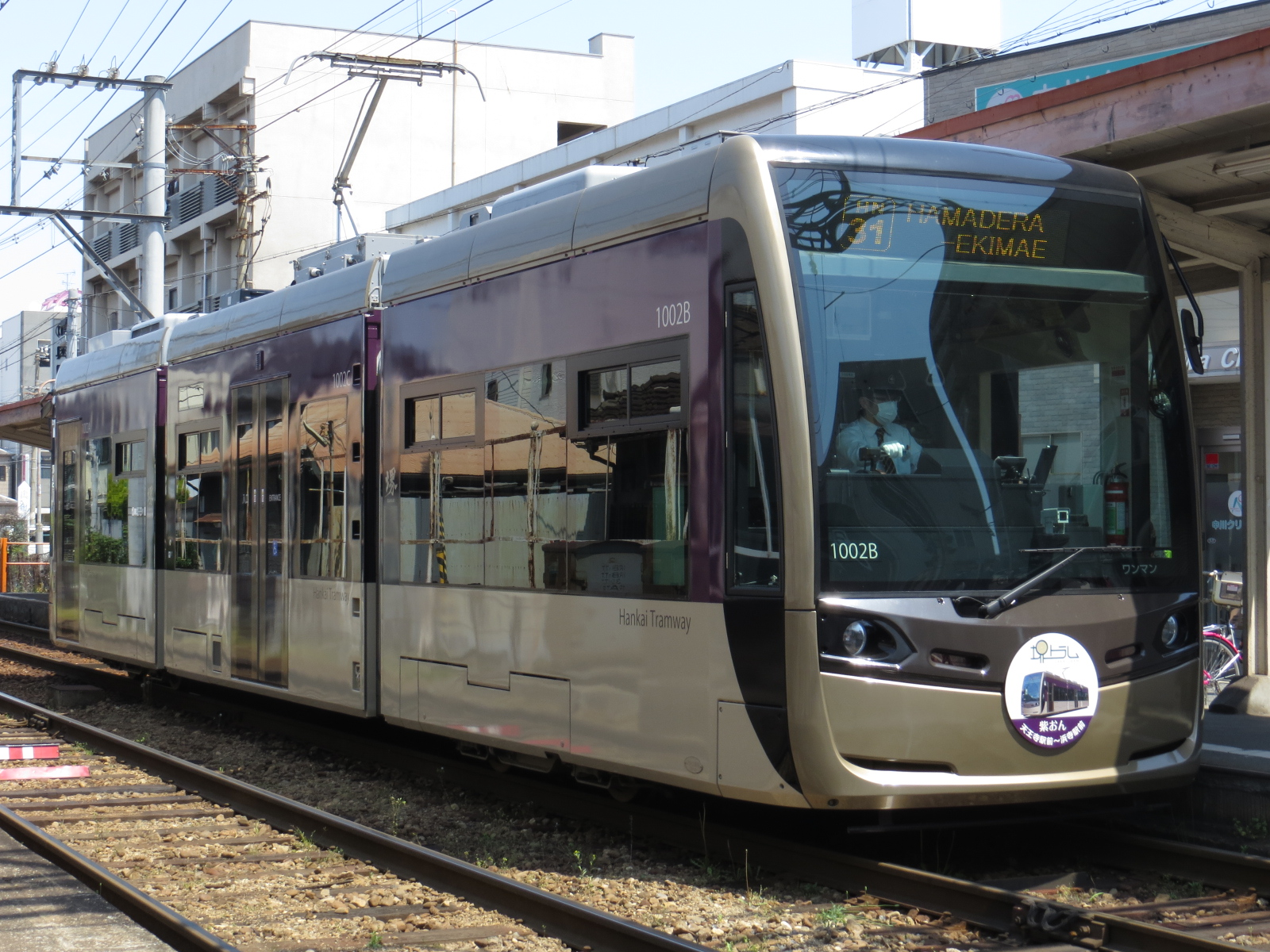
Un tramway de série 1001.

Le parc est composé de plusieurs types de rames de tramway, dont la série 1001 surnommée SAKAI TRAM (堺トラム), qui a été récompensée par le Good Design Award en 2017,.
La compagnie fait épisodiquement rouler un tram Mo-161 construit en 1928 et restauré en 2011 et 2021, grâce à un financement participatif en 2021.

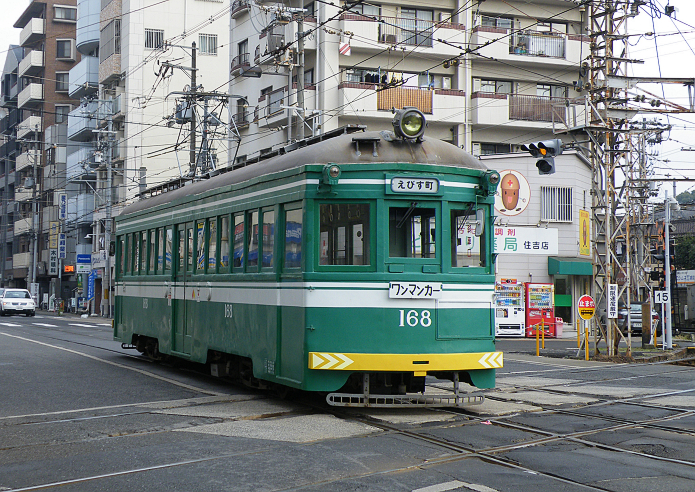
Tram Mo-161.